# 甘氨酸脱氢酶 (氰化物形成)
甘氨酸脱氢酶（氰化物形成）（EC 1.4.99.5）是一种催化以下化学反应的酶：
甘氨酸 + 2 A {\displaystyle \rightleftharpoons } 氰化氢 + CO2 + 2 AH2
因此，该酶的两种底物是甘氨酸和A，而其3个产物是氰化氢、CO2和AH2。
该酶属于氧化还原酶家族，特别是那些作用于供体和其他受体的CH-NH2基团的酶。该酶类的系统名称是甘氨酸:受体氧化还原酶（形成氰化氢）。常用的其他名称包括氰化氢合酶和HCN合酶。